# 结古寺
结古寺，位于青海省玉树藏族自治州玉树县结古镇东结古山上。为藏传佛教萨迦派寺院。
其藏语称“结古顿珠楞”，意为“结古义成洲”。主要建筑为经堂和僧舍，其中寺院各具特色。其拥有最大的“嘛呢堆”，其中刻有六字真言，其总体形成一座嘛尼石城，中央竖立一红色神塔。1937年，九世班禅曲吉尼玛圆寂于此。
2010年玉樹地震，结古寺派僧侣下山参与救援行动。